# Cousinia kopi-karadaghensis
Cousinia kopi-karadaghensis là một loài thực vật có hoa trong họ Cúc. Loài này được Rech.f. mô tả khoa học đầu tiên năm 1972.